# Éfode

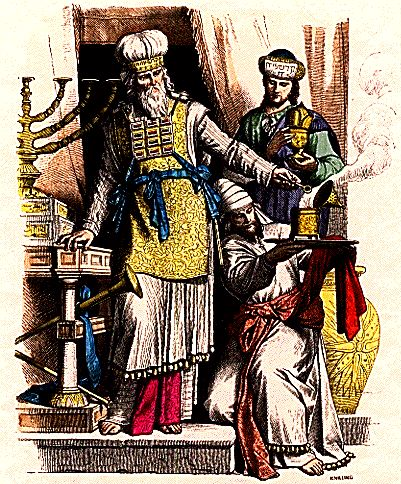
Sumo Sacerdote judeu usando as vestes sagradas. A estola é retratada aqui em amarelo.

Éfode de modo geral, era um manto ou xaile, mas que para o Sumo Sacerdote de Israel era um artigo de vestuário exterior particular, no estilo de uma túnica ou avental.
Para este superior hebreu, era uma antiga vestimenta feita de linho fino, carmesim, estofo azul e púrpura, e bordado a ouro, que continha os nomes das doze tribos de Israel e era utilizada por cima das suas vestes, ao apresentar-se a Deus no lugar do Santo dos Santos, no templo de Salomão.
Era feito em dois pedaços unidos que se estendiam para a frente e para atrás do corpo, em duas partes que eram apertadas junto ao ombro, fixado com dois ganchos de ouro,com uma pedra de ônix gravada em cada lado.